# Black Trash: The Autobiography of Kirk Jones
Black Trash: The Autobiography of Kirk Jones è il primo album in studio da solista del rapper statunitense Sticky Fingaz, pubblicato nel 2001.

## Tracce
1. Intro
2. Come On
3. My Dogz Iz My Gunz
4. Not Die'n
5. Kirk Jones Conscience
6. Money Talks
7. Why
8. Oh My God
9. State vs. Kirk Jones
10. Kirk Jones Conscience II
11. Baby Brother
12. Cheatin'
13. What Chu Want
14. Ghetto
15. What If I Was White
16. Sister I'm Sorry
17. Get It Up
18. Kirk Jones Conscience III
19. Licken Off In Hip Hop
20. Wonderful World